# Unnaryds landsfiskalsdistrikt
Unnaryds landsfiskalsdistrikt var 1918-1941 ett landsfiskalsdistrikt i Jönköpings län, bildat när Sveriges indelning i landsfiskalsdistrikt trädde i kraft den 1 januari 1918, enligt beslut den 7 september 1917. Landsfiskalsdistriktet avskaffades den 1 oktober 1941 (genom kungörelsen 28 juni 1941) när Sverige fick en ny indelning av landsfiskalsdistrikt. Av dess ingående områden överfördes kommunerna Femsjö, Jälluntofta och Södra Unnaryd till Långaryds landsfiskalsdistrikt och kommunerna Bolmsö, Kållerstad, Tannåker och Ås till Reftele landsfiskalsdistrikt.
Landsfiskalsdistriktet låg under länsstyrelsen i Jönköpings län.

## Ingående områden

### Från 1918
Västbo härad:
- Bolmsö landskommun
- Femsjö landskommun
- Jälluntofta landskommun
- Kållerstads landskommun
- Södra Unnaryds landskommun
- Tannåkers landskommun
- Ås landskommun